# Сюлейманли
Сюлейманли или Сюлейманлъ (на турски: Süleymanlı, старо име Zeytun) е малък град в Република Турция, Вилает Кахраманмараш. Населението на града е около 1350 жители (2007).

## История
При избухването на Балканската война в 1912 година един човек от Зейтун е доброволец в Македоно-одринското опълчение.

## Личности
Родени в Сюлейманли
- Гарабед С. Киркоров (1887 – ?), македоно-одрински опълченец, 3 рота на 9 велешка дружина[2]
- Съмбат Бюрат (1862 – 1915), виден арменски писател и общественик